# Berzo Demo
Berzo Demo – miejscowość i gmina we Włoszech, w regionie Lombardia, w prowincji Brescia.
Według danych na rok 2004 gminę zamieszkiwało 1847 osób, 123,1 os./km².